# 의정부 탈환 전투
의정부 탈환 전투
해당 문서는 의정부 탈환 전투에 대해 다룬 문서이다. 의정부 탈환 전투는 서울 수복 전투의 일환이다.  1950년 9월 29일에서 10월 3일 동안 경기도 의정부 지역에서 진행되었다.

## 개요
9월 15일 인천상륙작전의 성공으로 서울을 탈환한 UN군 및 대한민국 국군이 서울에 대한 방위를 더욱 공고히 하기 위해 내륙지역 이었던 의정부를 탈환하기로 결정하였다.

## 경과
```
 9월 29일
 미 해병 제1사단은  서울 근교에 방어선을 형성하라는 명령을 받게 된다, 그에 따라 1사간의 지휘부는 1사단에 속한 제1연대는 서울 북동쪽으로  제5연대는 영천을 지나 국도를 따라 서울 서남쪽을 그리고 제7연대는 북쪽인 의정부를 점령하라는 명령을 하달했다.
```

```
 9월 30일
 의정부로 통하는 도로 좌측 고지를 확보하고 적을 섬멸하기 위해 공격을 계속한 제7연대에 속한 2대대는 정릉과 우이동 일대로 진격하였고 1대대는 창동과 도봉동 일대로 진격하였다.
```

```
 10월 1일
 제5연대는 국도를 따라 22km지점까지 진격하였으나 이 진격은 정찰전에 불과하여 적의 탈주병들을 포로로 잡는 것에 불과하였으며 제1연대 또한 별다른 상황이 없었다. 북쪽을 공격한 제7연대는 국군 제23중대를 배속받았고 그 중대로 하여금 주로 전초중대의 임무를 담당하게 하였다. 그리고 23중대에 대해 전차와 포병, 공병을 증강하였다.
```

```
 10월 2일
 제7연대는 중간지점까지 진출하였으나  별다른 저항에 직면하지 않았다. 이 공격에서 아군의 전진속도를 지연시키기 위한 적의 중화기 공격을 받게된다. 적의 사격으로 도로 우측을 담당한 제1대대에 의해 중화기 공격이 도로 양쪽 고지에 존재한 동굴에 있던 적의 지연전술이었음이 파악되었다. 7연대는 동굴에 있는 적을 섬멸하기 위해 항공지원을 요청하고 보병과 전차의 제병 합동으로 동굴의 적을 섬멸하는데 성공하였다. 이날 제3대대도 은거한 적으로부터 소화기의 집중사격을 받아 진격이 일시적으로 저지되었으나 공병들이 도로상의 지뢰를 제거하자 전차는 전진하여 적이 은거한 초가집 2채를 사격하여 은거한 적5명을 섬멸하였다. 제3대대는 계속 좁은 골짜기의 동쪽에서 소로를 따라 흐르는 개울을 건너서 그 건너편에 있는 114고지를 점령하려 하였다. 그러나 전진은 여의치 않았다.
```

```
 10월 3일
 적의 저항으로 전진이 일시적으로 좌절되었던 3대대는 오전에 전차와 항공기의 지원 하에 재진격을 개시하였고 적 차량 8대중 7대를 격파하였다. 아군의 피해로 미 해병대의 항공기중 2대가 적의 대공포화에 의해 피격 당했는데 2대 중 1대는 아군지역에 불시착하였고 나머지 1대는 격추된 후 조종사가 전사하였다. 또한 제7연대는 능선 상에 배치된 적을 저지하기 위하여 167발의 포병 사격하였고 70000발의 기관총탄을 사격하였다.또한 제 1대대롸 제 3대대가 동쪽과 서쪽으로 중앙의 도로와 병행해서 형성된 소지 능선을 진격하는 동안 제2대대는 도로를 따라 진군하는 도중에 적의 보급소로 밝혀진 지대를 지났지만 적의 강한 저항은 없었다. 국도를 따라 퇴각하는 적을 추격하여 이날 17:00에 폐허가 된 의정부에 제2대대가 먼저 돌입하고 여기를 점령함으로써 이 작전은 성공하였다.
```

## 이 전투의 의미
이 전투 이후 국군과 UN군은 탈환한 서울에 대한 방위에 성공하였고 후에 북진하게 되는 교두보로 삼았다.